# Districte de Boulogne-sur-Mer

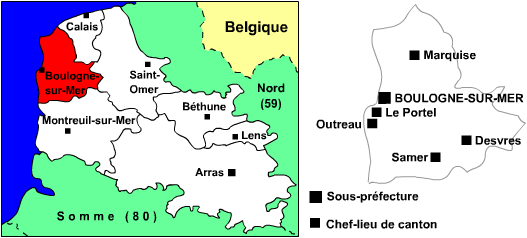
Localització del Districte de Boulogne-sur-Mer

El Districte de Boulogne-sur-Mer és un dels 7 districtes amb què es divideix el departament francès del Pas de Calais, a la regió dels Alts de França. Té 8 cantons i 75 municipis i el cap del districte és la sotsprefectura de Boulogne-sur-Mer.

## Cantons
cantó de Boulogne-sur-Mer-Nord-Est - cantó de Boulogne-sur-Mer-Nord-Oest - cantó de Boulogne-sur-Mer-Sud - cantó de Desvres - cantó de Marquise - cantó d'Outreau - cantó de Le Portel - cantó de Samer